# منجنيق (عزم فتل)

ابتكر الرومان أنواعًا عديدة من المجانيق، منها ما عمل بقوة الفتل الناتجة عن لفِّ حبله في دوائر لتخزين الطاقة ويُسمى باللاتينية أُناغِر (باللاتينية: Onager)، وتسميها بعض المصادر بالمنجنيق الروماني. يتكوَّن هذا المنجنيق من إطار خشبي ضخم موضوع على الأرض أو فوق عجلات، يرتبط به إطار آخر عمودي من الخشب المنشور الصُّلب الملصوق مع بعضه جيِّداً، يكون ذا فتحة ضيِّقة. بعد ذلك، كان يُثبَّت عمود إضافي داخل هذه الفتحة، يتم ربطه بعقدة حبالٍ توضع في إحدى نهاياتها المقلاع التي ستلقي بحمولة المنجنيق. لإطلاق المنجنيق، كان يتم سحب ذراع المنجنيق إلى الأسفل بعكس اتجاه الحبال أو النابض الملفوفَين حول بكرة، ثم تُطلَق عندما تصل أقصى زخمٍ ممكن. مع تأرجح القاذفة إلى الأعلى، ستفلت حمولتها وتقذفها بعيداً بقوَّة. ويكون هناك على الجانب الآخر من المنجنيق سطحٌ لإمساك الذراع، حيث تُقلَب إلى الخلف مرة أخرى لإعادة الإطلاق.

## الملاحظات
1. ↑  هذا ليس المنجنيق الوحيد الذي اخترعه الرومان، لقد اخترعوا العديد من أنواع المجانيق الأخرى.